# Melodifestivalen 1959
El I Melodifestivalen (incorporado al programa de radial Säg det med musik), tuvo lugar el 29 de enero de 1959 en el Cirkus de Estocolmo; con ocho canciones participantes. Cuatro jurados expertos en Estocolmo, Gotemburgo, Malmö y Luleå eligieron al ganador. La ganadora de la competición fue Siw Malmkvist con el tema "Augustin", pero SR decidió que la canción ganadora debía ser cantada en el Festival de Eurovisión por Brita Borg, pese a no ser la intérprete original. Esta política, de seleccionar internamente el artista para Eurovisión teniendo a otros interpretando la canción en el Melodifestivalen, se detuvo en 1961.

## Resultados
| Lugar | Artista              | Canción                   | Pts |
| ----- | -------------------- | ------------------------- | --- |
| 1°    | Siw Malmkvist        | Augustin                  | 105 |
| 2°    | Staffan Broms        | Dags igen att vara kära   | 79  |
| 3°    | Britt Damberg        | "Nya fågelsången"         | 76  |
| 4°    | Östen Warnerbring    | Kungsgatans blues         | 67  |
| 5°    | Östen Warnerbring    | Någon saknar dig          | 56  |
| 6°    | Ulla Christensson    | Lyckans soluppgång        | 52  |
| 6°    | Britt-Inger Dreilick | Hösten är vår             | 52  |
| 8°    | Åke Söhr             | En miljon för dina tankar | 48  |